# Chapelle Sainte-Thérèse de Capbreton
La chapelle Sainte-Thérèse (ou chapelle de la plage) est un lieu de culte catholique situé sur la commune de Capbreton, dans le département français des Landes. Elle est construite dans les années 1920, non loin de la plage.

## Présentation
À l'origine, la chapelle Sainte-Thérèse est la chapelle privée de la grande villa le Château d'Arbrun toute proche. Celui-ci avait été construit en 1907 par Louis Gomez pour l'écrivain chalossais Raymond de Laborde.
En 1921, la chapelle est la propriété de l'établissement d'enseignement catholique  de l'Institut d'Aquitaine de Bordeaux. Fin avril 1921, son supérieur sollicite de l'évêque d'Aire et de Dax l'autorisation de bâtir une chapelle car l'Église Saint-Nicolas de Capbreton était trop éloignée du quartier de la plage. Le curé de Saint-Nicolas, l'abbé Jean-Baptiste Gabarra donne son accord à condition que sa fréquentation soit limitée aux résidents du Château d'Arbrun.
La chapelle est construite dans le jardin de la villa. L'abbé Élie Gabarra rachète la chapelle l'année de son installation en 1925, pour la somme de 50 000 francs. Il poursuit les travaux en faisant bâtir la sacristie et en faisant l'acquisition de l'autel, des bancs et des ornements. Pour finir, il fait recouvrir l'édifice en 1933 et le fait crépir en 1934. Il est aidé financièrement dans son entreprise par de généreux donateurs : M. Baylocq de Pau, Mgr de Cormont évêque d'Aire, M. Laussucq avoué à Dax.
Le chanoine Puzo fait refaire la toiture en 1947 et demande à Marcel-Louis Dillais de peindre la fresque du fond de la chapelle sur le thème de la première fête de la Mer de 1947. Sur le Georgette-Guy, on reconnait de réelles personnalités de l'époque: le maire Élie Despouys, les pêcheurs Lacoste, Lasmaries et le Cléac'h, le curé Louis Puzo en tenue de chanoine, l'abbé Dartiguelongue, l'évêque d'Aire et de Dax Mgr Clément Mathieu,.
En 1950, un anonyme offre le lambris du plafond et en 1951, un autre anonyme finance l'autel en marbre.
La fresque du chœur est commandée par le curé Tastets et date de 1952. Elle présente la rentrée des bateaux dont celle du chalutier Porte-du-Large, l'estacade et la chaîne des Pyrénées avec la Rhune et le Jaizkibel,.
La cloche est installée le 3 août 1952 bénie par Mgr Mathieu. Elle provient de la fonderie Fourcade, elle porte l'inscription "Cantate dominicum novum sancta Theresia ora pro nobis" (=Chante un nouveau dimanche, sainte Thérèse, prie pour nous).
Les vitraux proviennent des ateliers Mauméjean. Sur le seuil, une grande étoile symbolise Stella Maris, l'étoile de la mer.

## Galerie

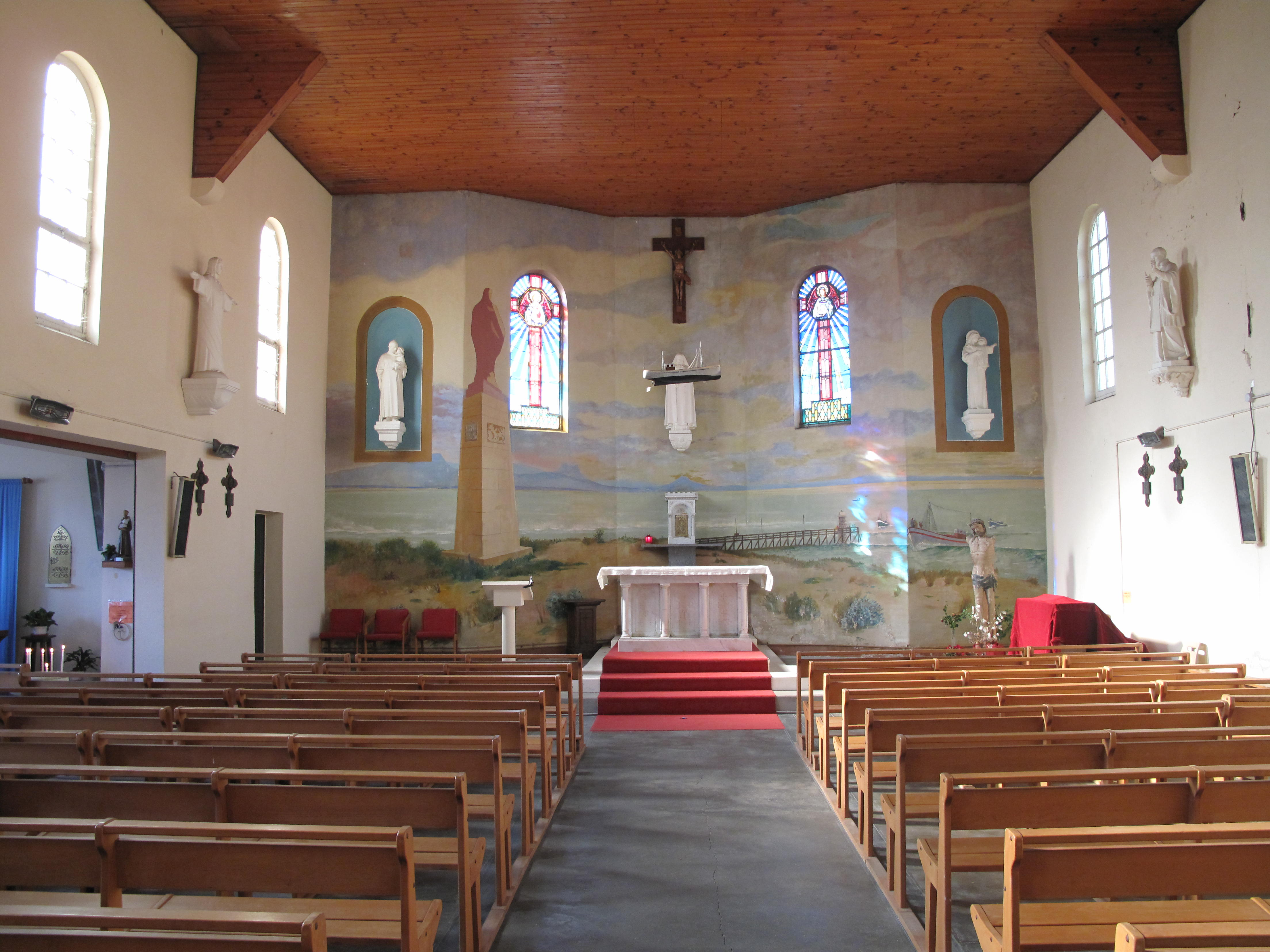
Le chœur
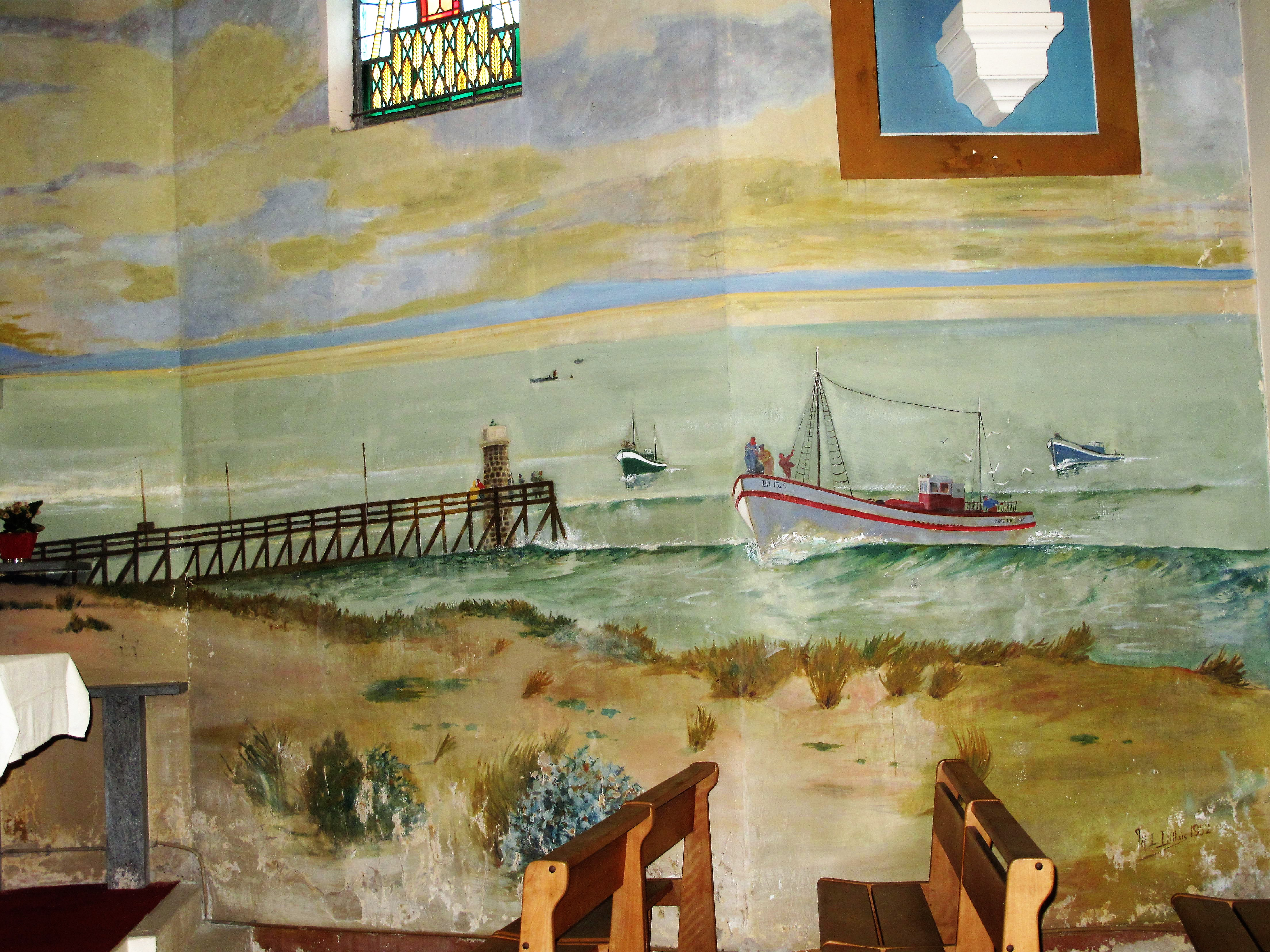
Détail de la fresque du chœur (1947)
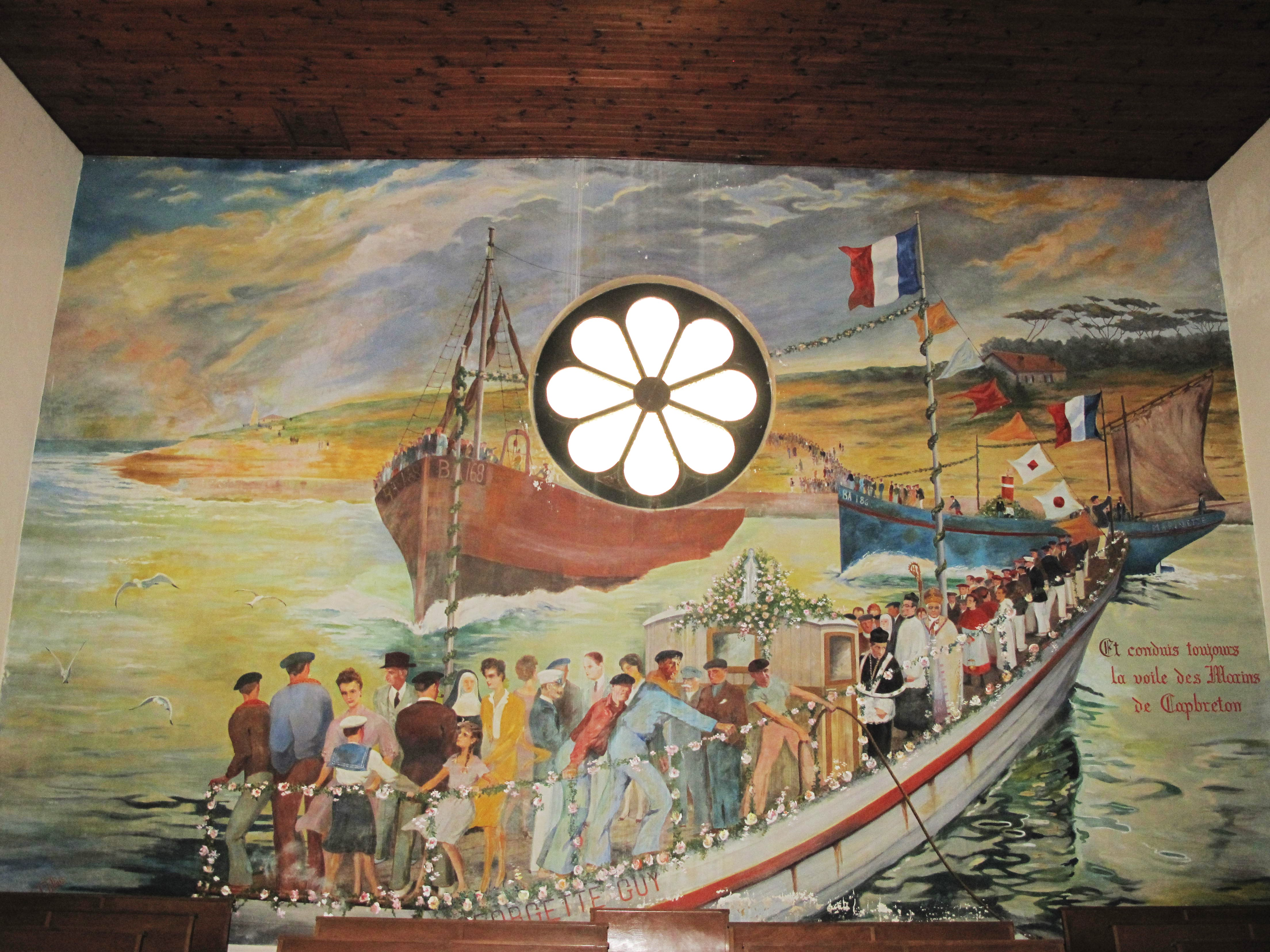
Fresque du narthex (1947) représentant la fête de la mer
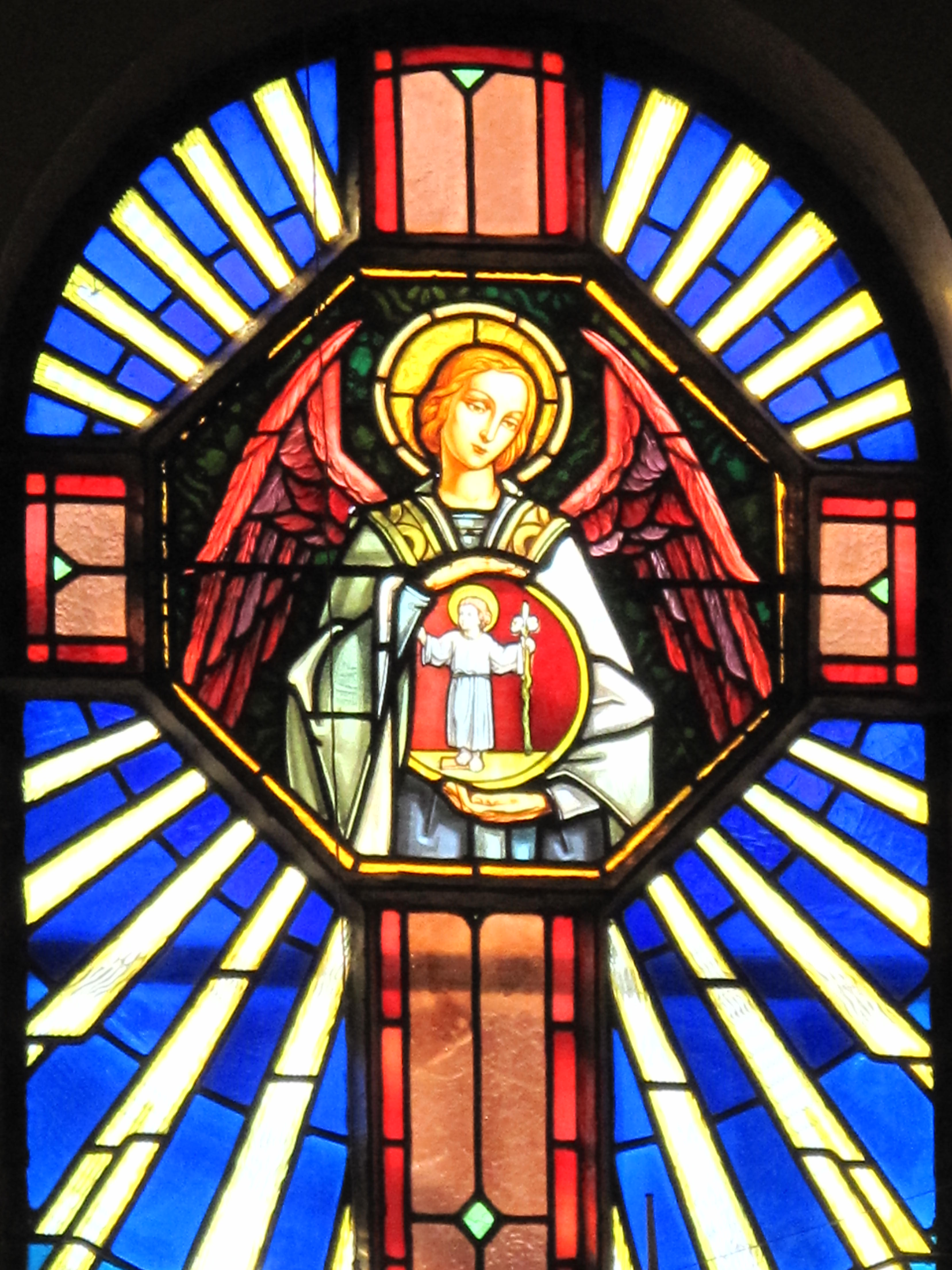
Vitrail